# Пенткув
Пенткув (пол. Piętków) — село в Польщі, у гміні Длутув Паб'яницького повіту Лодзинського воєводства.
Населення — 87 осіб (2011).
У 1975-1998 роках село належало до Пйотрковського воєводства.

## Демографія
Демографічна структура станом на 31 березня 2011 року:
|          | Загалом | Допрацездатний вік | Працездатний вік | Постпрацездатний вік |
| -------- | ------- | ------------------ | ---------------- | -------------------- |
| Чоловіки | 46      | 14                 | 25               | 7                    |
| Жінки    | 41      | 6                  | 21               | 14                   |
| Разом    | 87      | 20                 | 46               | 21                   |